# Тампико
 Тази статия е за града в Мексико.  За селището в Съединените щати вижте Тампико (Илинойс).  
Тампико (на испански: Tampico) е град в щата Тамаулипас, североизточно Мексико. Населението му е около 297 000 души (2010).
Разположен е на 10 метра надморска височина в Крайбрежната низина на Мексиканския залив, при вливането на река Пануко в Мексиканския залив и на 210 километра югозападно от Сиудад Виктория. През XVI-XVII век на мястото съществува колониално селище, изоставено заради нападения на пирати и възстановено през 1828 година. Разраства се през XX век като център на добива на нефт и пристанище за неговия износ.

## Известни личности
Родени в Тампико
- Еухенио Силер (р. 1981), певец